# Oryzopsis songarica
Oryzopsis songarica är en gräsart som först beskrevs av Carl Bernhard von Trinius och Franz Josef Ivanovich Ruprecht, och fick sitt nu gällande namn av Boris Fedtjenko. Oryzopsis songarica ingår i släktet Oryzopsis och familjen gräs. Inga underarter finns listade i Catalogue of Life.